# Samsung Galaxy M15
Il Samsung Galaxy M15 è uno smartphone di fascia medio-bassa prodotto da Samsung, facente parte della serie Samsung Galaxy M. È stato annunciato il 9 marzo 2024 e reso disponibile a partire dal 5 aprile dello stesso anno.

## Caratteristiche tecniche

### Hardware
Il Galaxy M15 è uno smartphone con form factor di tipo slate, le cui dimensioni sono di 160.1 x 76.8 x 9.3 millimetri e pesa 217 grammi. Il frame laterale ed il retro sono in plastica.
Il dispositivo è dotato di connettività GSM, HSPA, LTE e 5G, di Wi-Fi 802.11 a/b/g/n/ac con supporto a Wi-Fi Direct ed hotspot, di Bluetooth 5.3 con A2DP e LE, di GPS con GLONASS, GALILEO, BDS e QZSS. La presenza del NFC dipende dalla regione di vendita del dispositivo. Ha una porta USB-C 2.0 ed un ingresso per jack audio da 3,5 mm.
Presenta uno schermo touchscreen capacitivo da 6,5 pollici di diagonale, di tipo S-AMOLED, con aspect ratio 20:9, angoli arrotondati e risoluzione FHD+ 1080 × 2340 pixel (densità di 396 pixel per pollice). Il dispositivo è stato commercializzato sia in versione mono che dual SIM.
La batteria ai polimeri di litio da 6000 mAh non è removibile dall'utente. Supporta la ricarica cablata a 25W.
Il chipset è un MediaTek Dimensity 6100+. La memoria interna, di tipo UFS 2.2, è di 128 o 256 GB, mentre la RAM è di 4, 6 o 8 GB (in base alla versione scelta).
La fotocamera posteriore ha 3 sensori: uno principale da 50 MP con apertura f/1.8, uno ultra-grandangolare da 5 MP f/2.2 ed uno di profondità da 2 MP f/2.4. È dotata di autofocus e flash LED, in grado di registrare al massimo video Full HD a 30 fotogrammi al secondo, mentre la fotocamera anteriore è da 13 MP f/2.0.

### Software
Il sistema operativo è Android 14. Ha l'interfaccia utente personalizzata One UI 6.

## Versioni
Il Samsung Galaxy F15 è sostanzialmente una variante dell'M15, da cui differisce per l'assenza del taglio di memoria da 256 GB di memoria interna e 8 GB di RAM, per lo schermo da 6,6" (anziché 6,5"), per le diverse colorazioni e per l'assenza dell'NFC.